# Tockwith
Tockwith è un villaggio e parrocchia civile dell'Inghilterra, appartenente alla contea del North Yorkshire.

## Origine del nome
Il toponimo Tockwith potrebbe derivare dal nome inglese antico Toc(c), e wic, che viene comunemente interpretato come "fattoria". Il suffisso -wic è stato poi cambiato con la parola scandinava við(r) che significa "foresta". Il nome del villaggio è documentato in numerose forme:
Tocvi nel Domesday Book del 1086; Tockwic e Tockwith nel 1121-27; Tocwic negli Early Yorkshire Charters del 1428 e 1430; Tocwyz nei Charter Rolls del 1249 e Tockewyht in quelli del 1280; Tockheight nel censimento del 1460 e Tockwith in quello del 1723.

## Storia

### XVII secolo
Tockwith ebbe un ruolo importante nella guerra civile inglese quando il villaggio venne utilizzato come luogo di sosta dell'esercito che sosteneva il Parlamento, al comando di Thomas Fairfax, alla vigilia della cruciale battaglia di Marston Moor che ebbe luogo nel 1644 nell'area compresa tra Tockwith e Long Marston. Un monumento lungo la strada tra i due villaggi commemora l'evento.

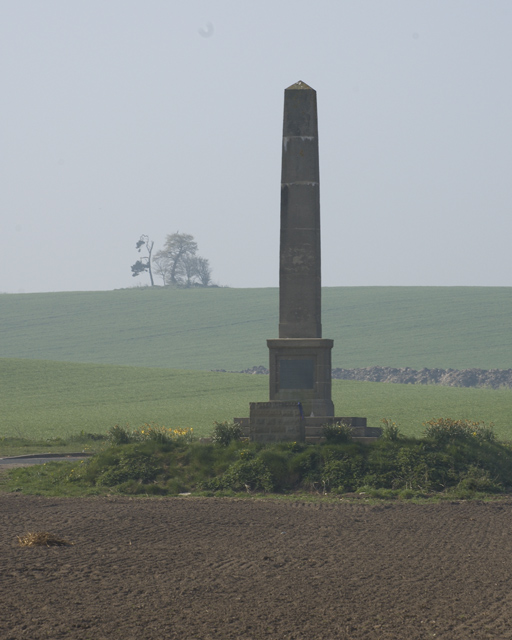
Il monumento commemorativo della battaglia di Marston Moor

Oliver Cromwell nei suoi diari fece commenti molto favorevoli sul villaggio: 

### Seconda guerra mondiale
La base RAF di Tockwith venne aperta nella parte ovest del villaggio nel novembre del 1941. La maggior parte delle basi della Royal Air Force prendevano il nome della parrocchia civile in cui si trovava il loro quartier generale, ma per evitare confusione con la base RAF Topcliffe, vicino Thirsk, venne chiamata RAF Marston Moor.

#### L'incidente aereo dello Stirling
All'1:34 del mattino del 9 ottobre 1945, un bombardiere Stirling che stava per atterrare a RAF Marston Moor, precipitò nella strada principale di Tockwith, uccidendo un abitante del villaggio e i sei membri dell'equipaggio e distruggendo varie case.